# Scarlett Seeboldt
Scarlett Seeboldt (* 1957 in Strausberg), auch unter dem Künstlernamen Scarlett O’ bekannt, ist eine deutsche Musikerin und Liedermacherin, die vor allem als Sängerin der Folkband Wacholder bekannt wurde, später aber eigene Produktionen machte und unter anderem mit Jürgen Ehle auftritt.

## Leben
Scarlett Seeboldt wurde 1957 in Strausberg als Tochter einer Schneiderin und eines Verkäufers und Reiseleiters geboren und wuchs in Buckow in der Märkischen Schweiz (beides im Kreis Strausberg im Bezirk Frankfurt (Oder) der DDR) mit ihren Eltern, die beide alt eingesessenen Buckower Familien entstammten, einem Bruder und einer Schwester auf. Musik spielte in ihrer Familie eine große Rolle, und ihr Onkel Günter Thiede war als „singender Polizist“ aus Berlin bekannt.
Ihre Eltern waren Christen, und die Bibel beeinflusste sie nach eigener Aussage nachhaltig. Die ihr vermittelten christlichen Werte hielt sie dann jedoch „für rein menschliche“ und „eigentlich selbstverständliche“ und trat aus der Kirche aus. Kirchenmusik gehörte wie auch Folk, Klassik und sozialistische Lieder zu ihrer musikalischen Ausbildung. 1973 ging sie nach Frankfurt (Oder) und lernte einen Bauberuf, um dann im Anschluss von 1976 bis 1981 an der Ingenieurhochschule in Cottbus Bauwesen zu studieren.
In dieser Zeit gründete sie 1978 zusammen mit Matthias Kießling (Kieß), Jörg Kokott, Andrea Schlesewski, Steffen Junghans und Olaf Zimmermann, die alle an derselben Hochschule in Cottbus studierten, die Folkband Wacholder, die 1979 die offizielle Genehmigung für selbstständige Auftritte erhielt. Noch als Studentin gebar Scarlett 1980 ihre Tochter Rebekka. 1983 erschien die erste LP von Wacholder bei der DDR-Schallplattenfirma Amiga: Herr Wirt, so lösche uns’re Brände. 1986 zog Scarlett Seeboldt in die Hauptstadt der DDR Berlin, wo Wacholder viele Auftritte hatte. In der Wendezeit erschien 1989 die zweite LP, Es ist an der Zeit, für die das gleichnamige Antikriegslied von Eric Bogle und Hannes Wader titelgebend war. Bis zur Auflösung von Wacholder 2001 war sie dessen Mitglied, und neben ihr waren Kieß und Jörg Kokott beständige Mitglieder der Gruppe – 11 Jahre über das Ende der DDR hinaus.
Scarlett Seeboldt begann jedoch bereits 1998 mit eigenen Soloprogrammen, das erste mit dem Titel Zum Beispiel Nilpferde, unter dem auch ihr erstes eigenes Album erschien, dessen Plattencover mit dem Brecht-Weigel-Haus ihres Heimatortes Buckow geziert war. In den folgenden beiden Jahren gab sie die Programme In Hamburg lebten zwei Ameisen, Round the Bend und Das muss ein Stück vom Himmel sein mit Stücken von Werner Richard Heymann. Unter letzteren Titel erschien im Jahr 2000 Scarlett Seeboldts zweites eigenes Album, wo sie Titel von Heymann interpretiert. Aus der Zeit der DDR setzte sie als Form ihrer Auftritte die Liederabende fort. Es folgte 2001 ihr Programm Das gibt’s nur einmal.
2002 begann Scarlett Seeboldt, mit dem Sänger und Gitarristen der Rockband Pankow, Jürgen Ehle, aufzutreten, und zwar zunächst mit dem Programm Männerlieder. 2003 erschien eine CD von Scarlett O’ und Jürgen Ehle mit dem Titel Fast mit Neid. Diese erhielt im August 2003 den Preis der deutschen Schallplattenkritik. 2014 trat das Duo mit dem Programm Fifty-Fifty – Das Programm zur Lebensmitte auf. Zum Programm des Duos gehören auch nachdenkliche Texte zur Weihnachtszeit. Scarlett Seeboldt vertonte unter anderem auch Texte von Theodor Fontane für eins ihrer Programme kurz vor der COVID-19-Pandemie. 2020 gründete sie mit Frauke Pietsch und Tina Powileit die Musikgruppe O’Sisters. 2021 erschien von Scarlett und Jürgen ein Doppelalbum mit Liedern aus dem Repertoire von Gisela May, Ach Gisela.

## Familie
Scarlett Seeboldt hat eine Tochter und zwei Enkelkinder. Sie lebt mit dem Musiker Jürgen Ehle im Landkreis Märkisch-Oderland. Ihre Tochter Rebekka Seeboldt (auch: „Rebekka Streese“) ist Rocksängerin, Liedtexterin und namensgebendes Mitglied der Rockband Seeboldt, der außerdem Dominique Streese und Christian Hildebrandt angehören und welche 2017 das Musikalbum Lauf los! herausbrachte.